# 鮑伯·艾塞瑞吉
鲍比·雷·“鮑伯”·艾塞瑞吉（英語：Bobby Ray "Bob" Etheridge，1941年8月7日—）是美国的一名民主党籍政治家，他在1997年至2011年间曾是北卡罗来纳州第二选区的众议员。2012年时他曾为民主黨的北卡罗来纳州州长候选人，不过没有选上。

## 生平
艾塞瑞吉出生在北卡罗来纳州的桑普森县，他在高中时为篮球校队。他在1965年至1967年曾于美国陆军服役。艾塞瑞吉亦经营烟草业和五金行件商店。

### 政治生涯

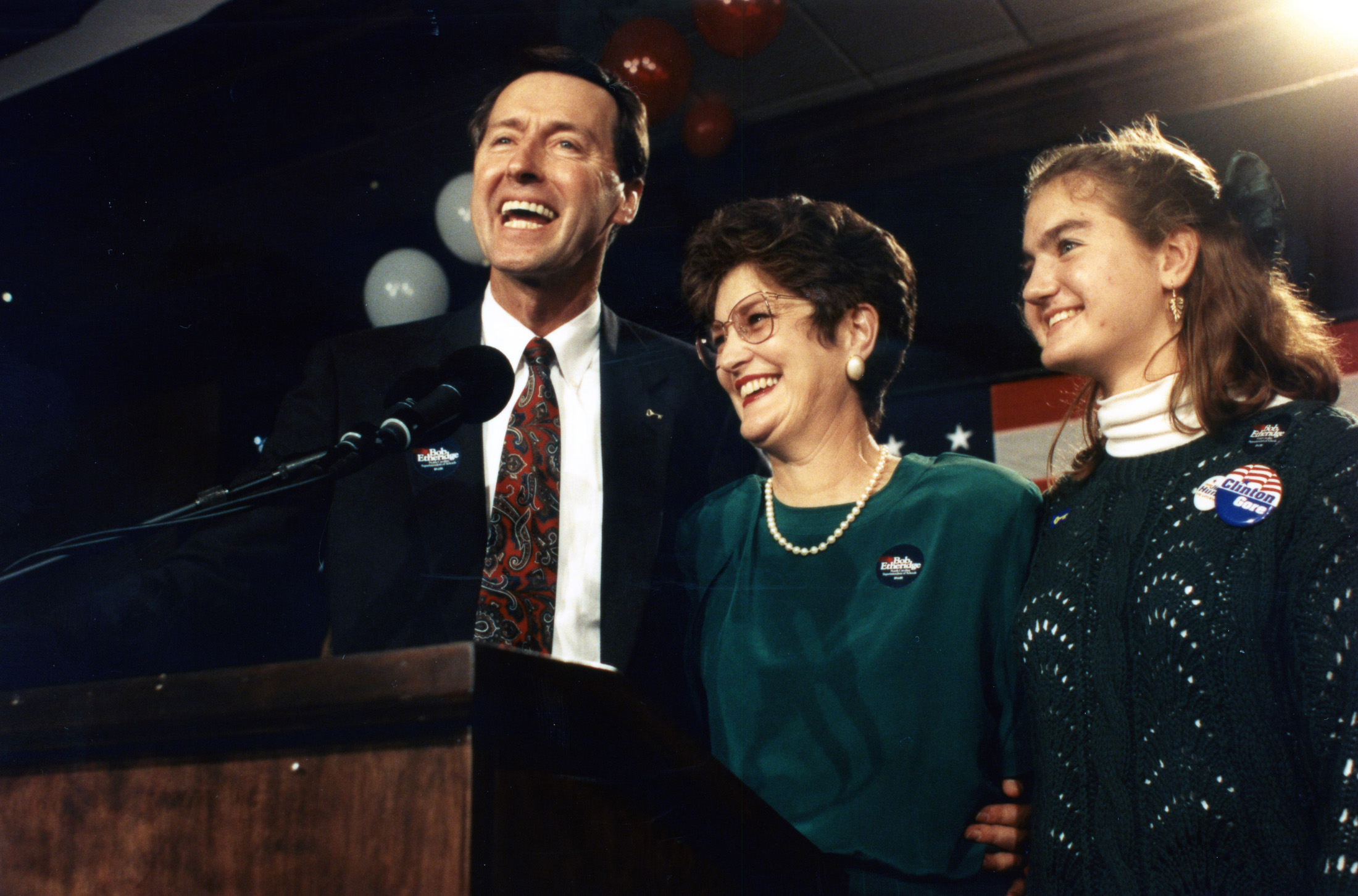
鮑伯．艾塞瑞吉和他的家人在1992年选举当晚庆祝胜利

艾塞瑞吉在1978年即當選北卡罗来纳州众议院議員。1996年，艾塞瑞吉在北卡罗莱纳州的第二国会选区参选，并击败了寻求连任的共和党籍议员大卫·芬德布克，得票率约53%-46%。1998年，他连任第二次，得票率约57％。2000年连任第3次時得票率约58％。之後2002到2008年，他的得票率从来没有低于65％。
2010年艾塞瑞吉面临了强大的敌手——共和党提名的勒妮·埃爾姆斯。她以49.5%-48.7%的得票率击败艾塞瑞吉。艾塞瑞吉认为这结果有争议，并要求重新计票。19日，结果表明埃尔姆斯赢了1483张票。当天晚些时候，艾塞瑞吉承认了选举。

#### 委员会
第111届國會
- 預算委员会
- 筹款委员会
  - 貿易小組
  - 監督小組

### 参选州长
2012年2月，艾塞瑞吉代表民主黨競選北卡罗莱纳州的州長。但是他敗給共和黨的帕特·麥克克羅里，沒有選上。

## 外部連結
- Bob Etheridge for Governor official campaign site
- New Democrat Coalition （页面存档备份，存于）